# Morena czołowa

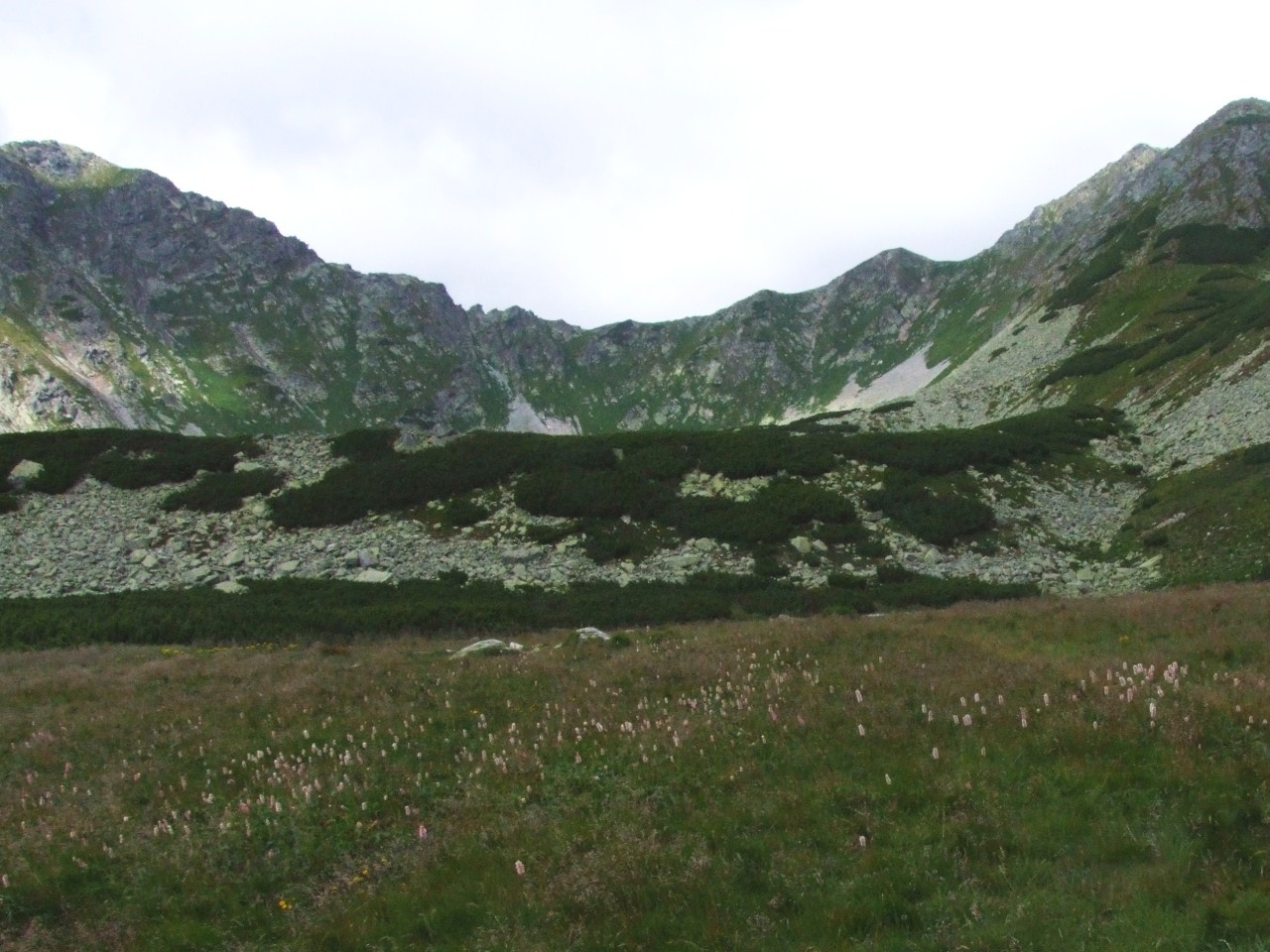
Morena recesyjna w Dolinie Bystrej w Tatrach

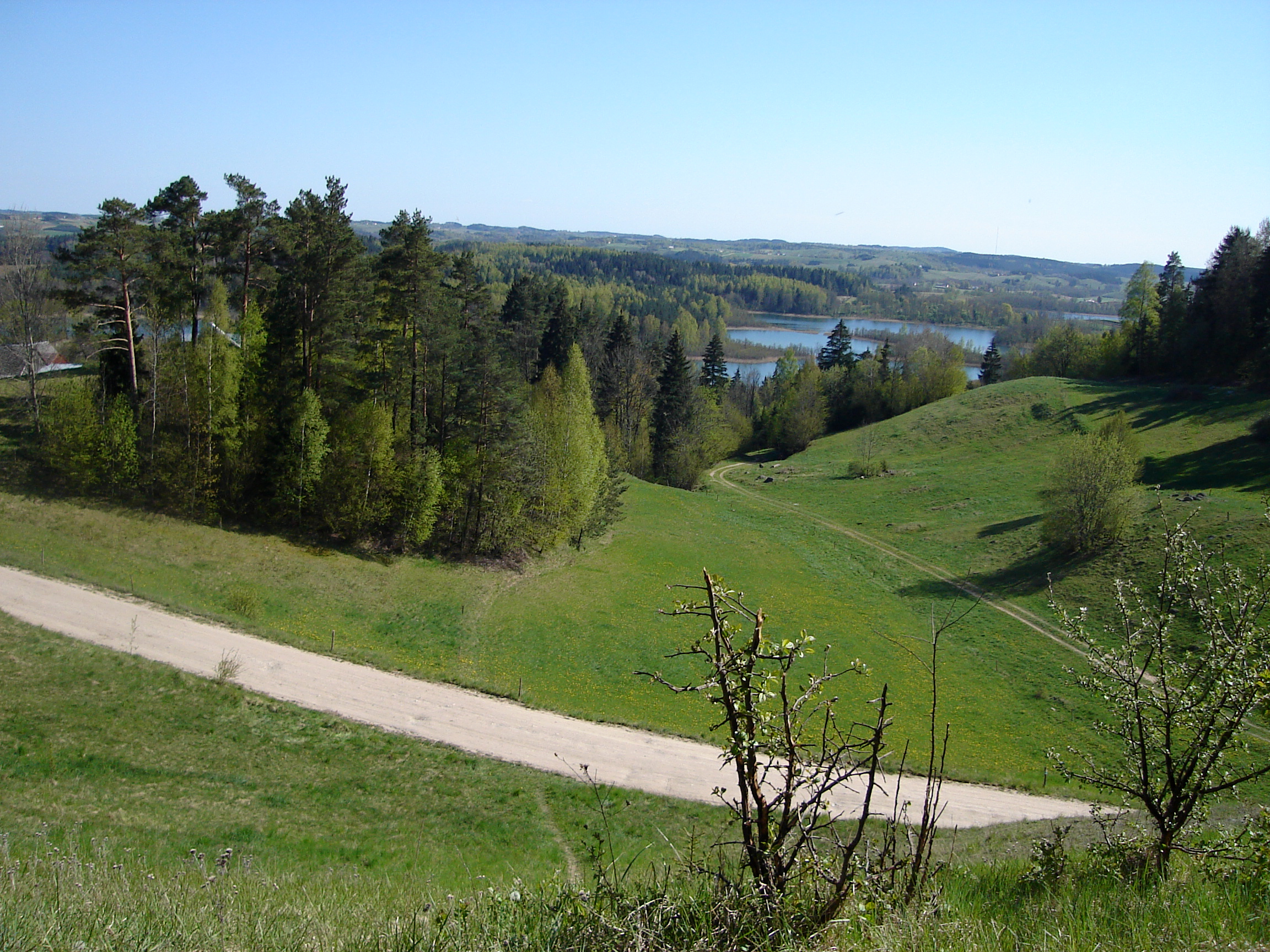
Krajobraz czołowo-morenowy w Suwalskim Parku Krajobrazowym

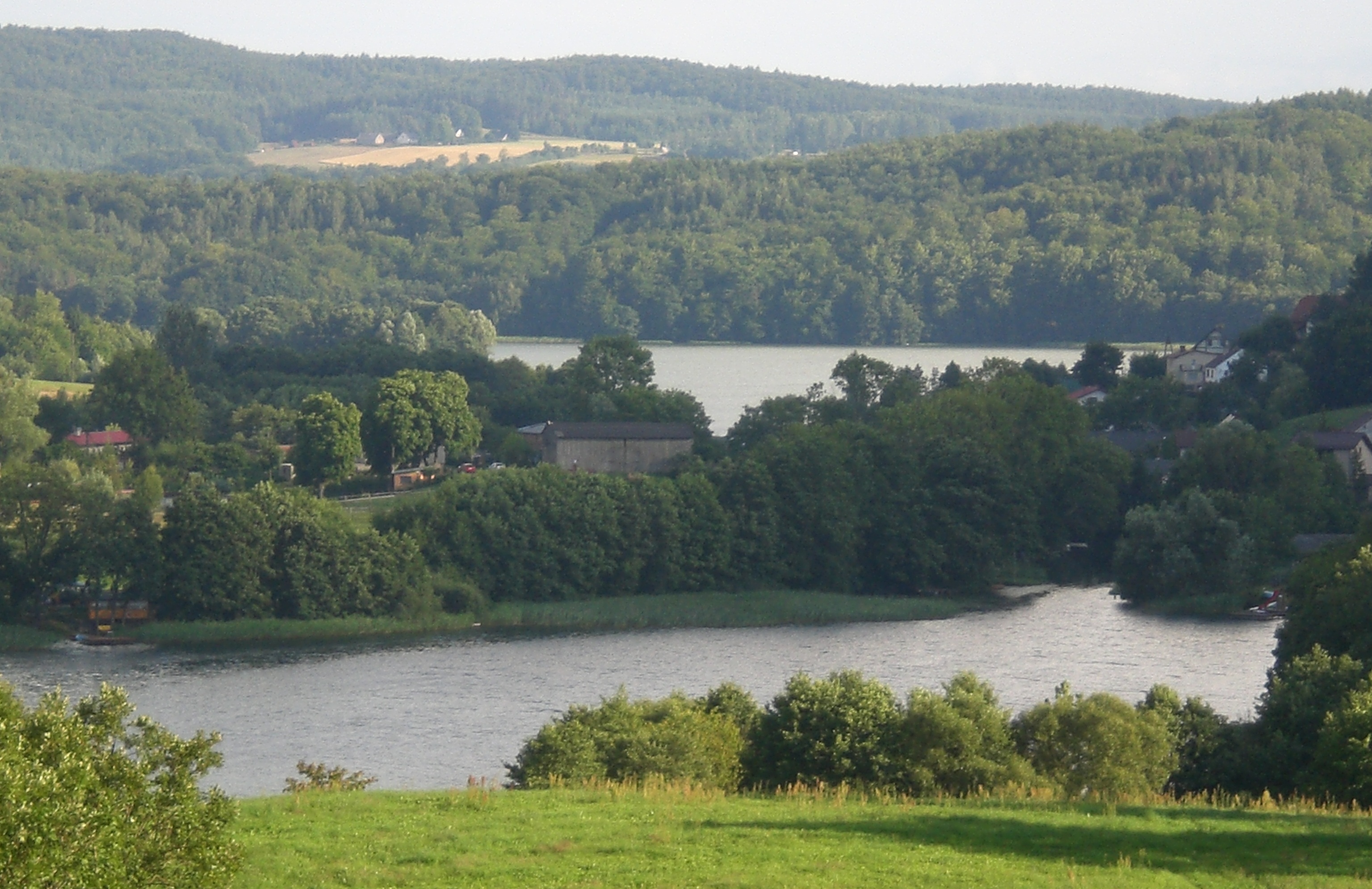
Brodnica Dolna na terenie tzw. Szwajcarii Kaszubskiej

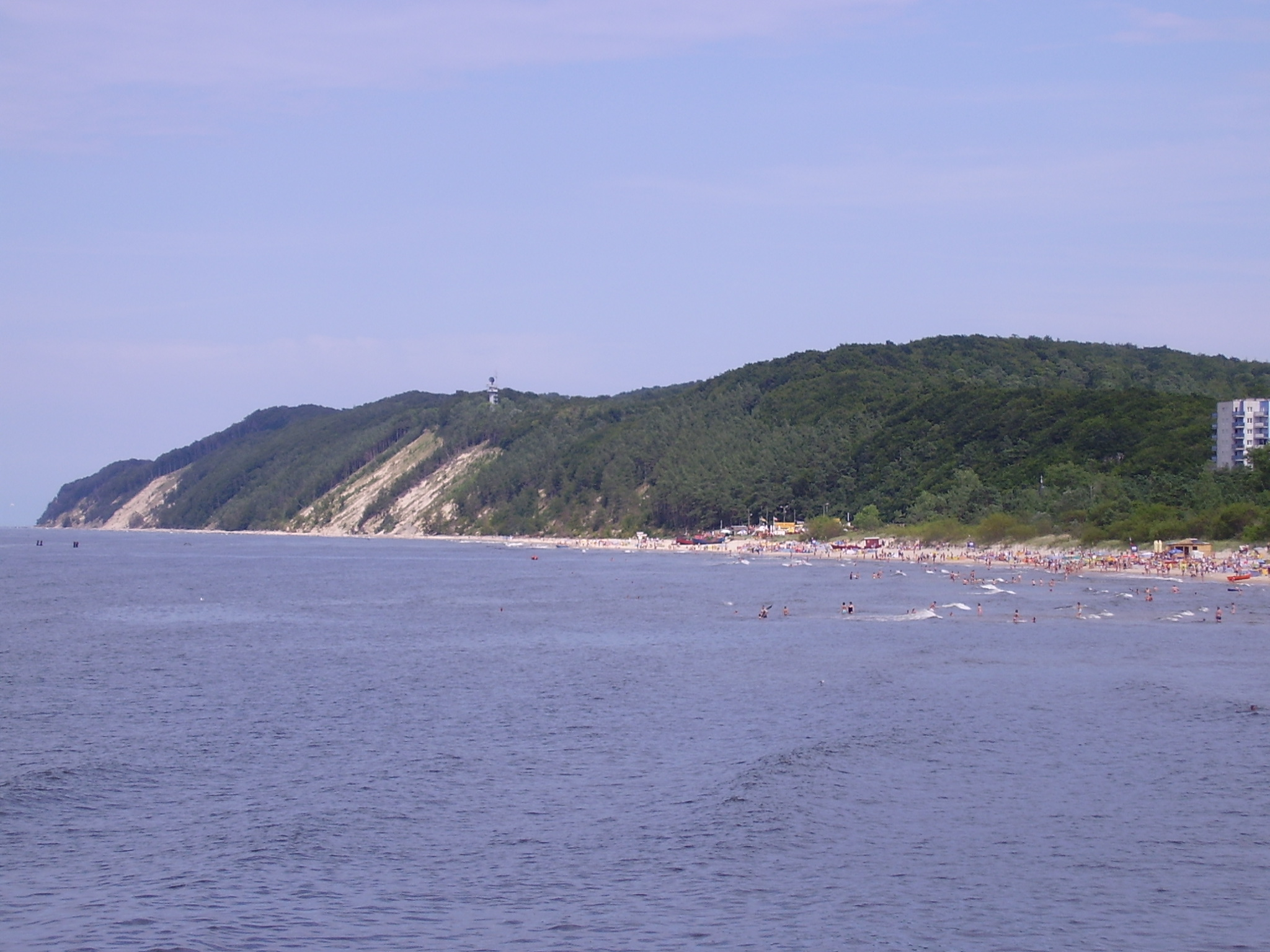
Wzgórza moreny czołowej sąsiadujące z Bałtykiem na wyspie Wolin (Kawcza Góra)

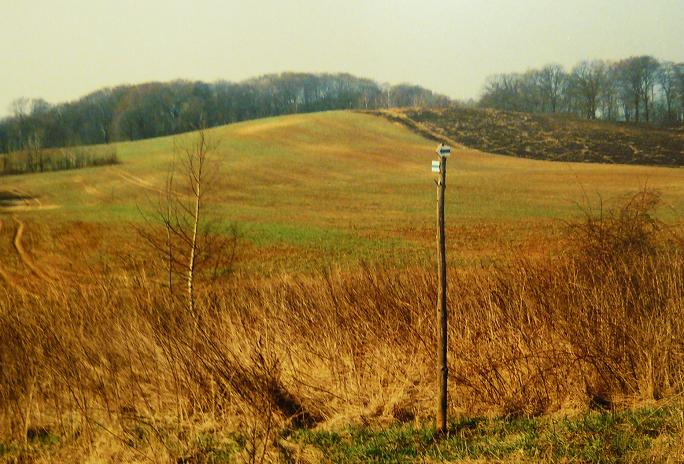
Wzgórza Trzebnickie

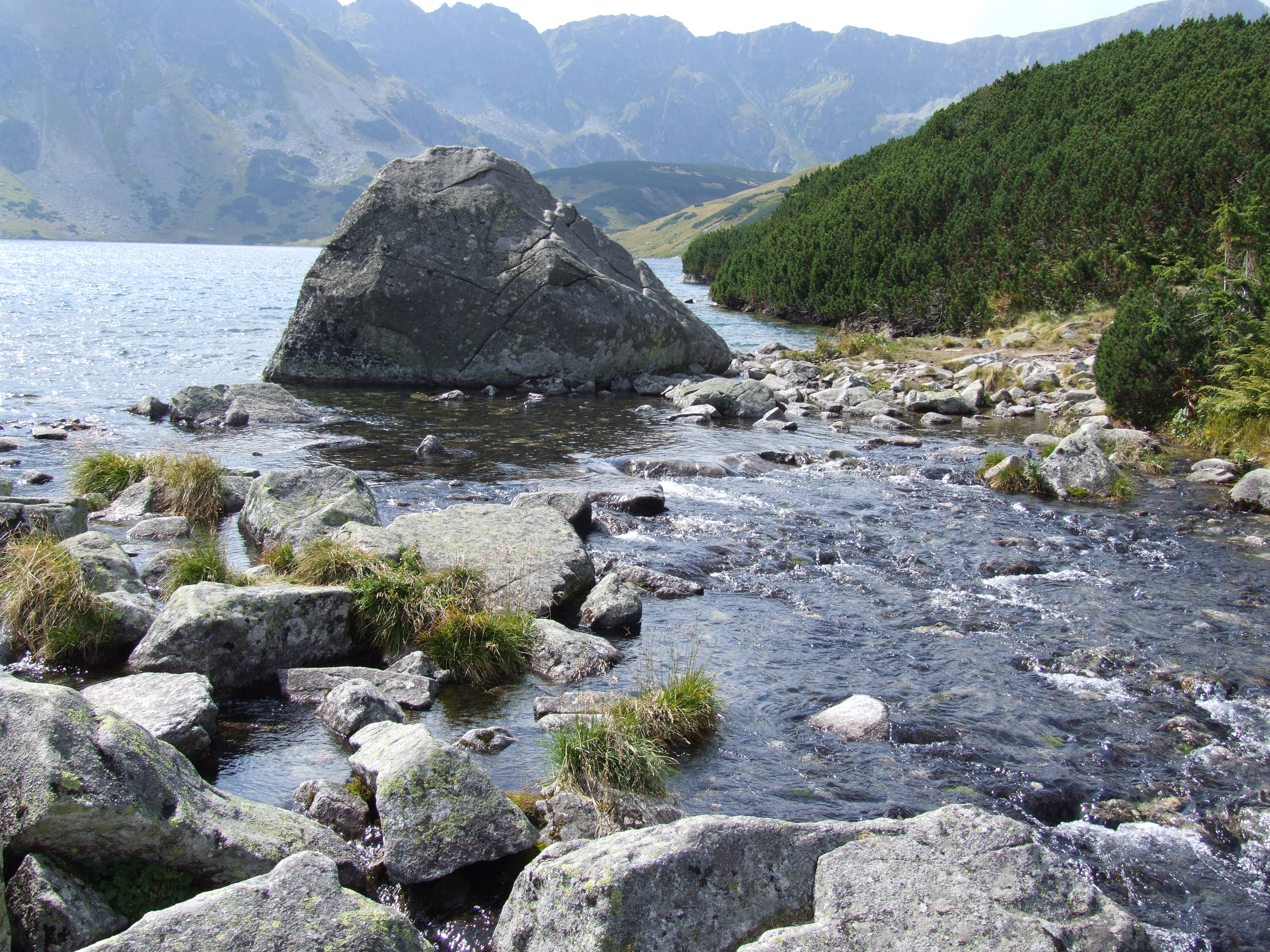
Wielki Staw Polski; głaz w okolicach odpływu będący pozostałością moreny czołowej

Morena czołowa, końcowa – rodzaj moreny powstającej wzdłuż czoła lodowca lub lądolodu w czasie stagnacji w okresie jego etapowego zaniku. Zbudowana jest z gliny zwałowej, bloków, głazów, ma ona charakter wału, garbu, wzgórza lub ciągu wzgórz, często o znacznych rozmiarach, powstającego w wyniku:
- akumulacji materiału skalnego transportowanego wewnątrz i w stopie lodowca, a także materiału moreny powierzchniowej (morena czołowa recesyjna);
- wyciśnięcia utworów podłoża przez czoło lodowca (morena czołowa wyciśnięta, morena czołowa wyciśnięcia);
- spiętrzenia osadów przedpola lodowca wskutek zdzierania utworów przedpola i podłoża lodowca, a następnie ich pchnięcia (sfałdowania i nasunięcia na siebie) spowodowanego przez postępowy ruch mas lodu (morena czołowa spiętrzona).

## Cechy szczególne i występowanie na obszarze Polski

### Młodsze moreny czołowe
Moreny czołowe w Polsce stanowią podłużne albo łukowate wały lub łańcuchy wzgórz o wysokości względnej 20–50 i więcej metrów. Długość ich w Polsce wynosi od kilkuset metrów do kilkudziesięciu kilometrów. Stromość zboczy pagórków ich jest zwykle z jednej strony większa (od strony dawnego czoła lodowca), niż z drugiej.
Rzeźba młodych moren czołowych jest niezwykle urozmaicona, a zbocza ich są nieregularne, z mnóstwem drobniejszych pagórków, zaklęśnięć i kotlinek. Piaszczysto-kamienisty grunt i stromość zboczy są powodem, że na wałach morenowych przeważnie rośnie las.
Za wałem morenowym występuje często strefa pagórkowata czołowo-morenowa, nie jest to jednak regułą. Częściej za wałem rozciąga się nieckowate obniżenie (zagłębienie końcowe), bądź zajęte dziś przez jezioro, bądź też podmokłe. Niekiedy kilka wałów biegnie równolegle obok siebie. Wał moreny czołowej bywa też czasem przecięty rynną jeziorną lub ozem. Przed wałem rozpościera się zwykle sandr.
Moreny czołowe spotyka się w wielu miejscach w Polsce środkowej i północnej (Pomorze, Ziemia lubuska, Wielkopolska, Kujawy, Warmia, Mazury, Suwalszczyzna). Niekiedy poszczególne wały morenowe układają się w długie pasma, ciągnące się z mniejszymi lub większymi przerwami przez cały kraj od zachodu ku wschodowi. Takie ciągi moren czołowych wyznaczają zasięgi poszczególnych zlodowaceń lub ich stadiałów. Pomiędzy głównymi ciągami morenowymi występują też krótsze i zwykle niższe wały morenowe, związane z okresami postoju lodowca w czasie jego cofania się.

### Starsze moreny czołowe
Pochodzenie starszych moren czołowych odpowiada morenom młodszym. Różnica polega na tym, że moreny starsze są formami zlodowacenia środkowopolskiego, a nawet krakowskiego.
Materiał, z którego są zbudowane, charakteryzuje się większą zawartością głazów i żwirów, ponieważ substancje drobnoziarniste łatwiej i szybciej ulegają wypłukaniu przez wodę. Dlatego im dalej ku południowi, tym moreny są coraz bardziej kamieniste (zwłaszcza na powierzchni), a niekiedy pozostały po nich wręcz skupiska samych głazów.
Moreny czołowe starsze są to wydłużone wzgórza o wysokości od kilku do 40 metrów, często o przebiegu łukowatym. Nieraz ciągną się przerywanymi szeregami na dłuższej przestrzeni wyznaczając zasięgi dawnych zlodowaceń lub ich stadiałów. Zbocza tych wzgórz są często z jednej strony bardziej strome. W porównaniu z morenami młodszymi uległy one silnemu przeobrażeniu przez erozję, są bardziej regularne, drobne formy zaś uległy już na nich zatarciu. Rzeźba ich staje się bardziej wygładzona, zamknięte kotlinki nikną, a zaklęśnięcia zboczy ulegają wymodelowaniu przez wody płynące. Zagłębienia bezodpływowe spotyka się na nich bardzo rzadko.
Wały starszych moren czołowych występują w Polsce przede wszystkim w Wielkopolsce (okolice Konina), Łódzkim (wzgórza Wzniesień Łódzkich są błędnie interpretowane jako wzgórza moreny czołowej, są to kemy), na Mazowszu i na Podlasiu. Gdzieniegdzie wokół nich spotyka się w krajobrazie więcej nieregularnie rozsypanych, niskich, kamienistych wzgórz o łagodnych zboczach; jest to pozostałość strefy pagórkowatej czołowo-morenowej. Za wałami starszych moren spotyka się także obniżenia zagłębień końcowych oraz podmokłe obniżenia po dawnych jeziorach, a przed nimi – piaszczyste równiny sandrów z wydmami.
Specyficzną formę starej moreny czołowej stanowią Wzgórza Trzebnickie.

### Strefa pagórkowata czołowo-morenowa
Typowa młodsza strefa pagórkowata czołowo-morenowa na terenie Polski ciągnie się pasem o szerokości od kilku do 40 km przez północny obszar kraju. Wyznacza ona przebieg czoła lądolodu w czasie stadiału pomorskiego zlodowacenia bałtyckiego. Im dalej ku południowi, gdzie utwory lodowcowe są coraz starsze, formy tej strefy stają się łagodniejsze, niższe i bardziej zatarte, jeziora zaś maleją, przeobrażają się w torfowiska, a wreszcie nikną.
Powierzchnia strefy czołowo-morenowej charakteryzuje się nieregularną siecią pagórków o długości od kilkudziesięciu do kilkuset i więcej metrów, o zboczach silnie urozmaiconych, często stromych. Pomiędzy nimi występują podobnie nieregularne zagłębienia i obniżenia, wypełnione niekiedy różnej wielkości jeziorami lub torfowiskami. Spotyka się również niewielkie kotlinki bezodpływowe. Deniwelacje form tej powierzchni wynoszą 10-30 i więcej metrów. Strefę czołowo-morenową przecinają liczne rynny jeziorne, a także występują ozy.
Niekiedy sposób topnienia lądolodu w strefie jego czoła był taki, że młodsza strefa czołowo-morenowa nie ma charakteru wysoko-pagórkowatego, lecz stanowi równinę o niskich pagórkach i krajobrazie zbliżonym do moreny dennej (np. w okolicach Myśliborza, Lipna czy Rypina).
Niektóre obszary moren czołowych w północnej Polsce z uwagi na atrakcyjny krajobraz stały się obszarami chętnie odwiedzanymi przez turystów. Dotyczy to m.in. tzw. Szwajcarii Kaszubskiej, Połczyńskiej i Suwalskiego Parku Krajobrazowego.

### Moreny czołowe lodowców górskich
W czasie gdy z północy na Polskę nasuwały się kolejne lądolody ze Skandynawii, na obszarach górskich powstawały lokalne lodowce górskie. Powstały one w Tatrach oraz Karkonoszach. W Tatrach wyróżniono od 3 do 8 etapów zlodowaceń, a w Karkonoszach 3 etapy. Z każdym z nich związanne są wały moreny czołowej. Na pewno powstały one w czasie zlodowacenia bałtyckiego, a najstarsze być może zlodowacenia środkowopolskiego. Moreny lodowców górskich zbudowane są z dużej ilości głazów i bloków, gruzu, częściowo też żwiru lub piasku, a czasami gliny.